# Jordan Sibert
Jordan Jerrell Sibert (ur. 1 sierpnia 1992 w Cincinnati) – amerykański koszykarz, występujący na pozycjach rzucającego obrońcy lub niskiego skrzydłowego, obecnie zawodnik College Park Skyhawks.
W 2010 został wybrany najlepszym zawodnikiem szkół średnich stanu Ohio (Gatorade Player of the Year).
W 2015 i 2016 reprezentował Orlando Magic, podczas letniej ligi NBA.
3 marca 2019 powrócił do Erie BayHawks, po 10-dniowym kontrakcie z Atlantą Hawks. 8 października dołączył do obozu szkoleniowego Atlanty Hawks. 18 października opuścił klub.

## Osiągnięcia
Stan na 19 grudnia 2020, na podstawie, o ile nie zaznaczono inaczej.
NCAA
- Uczestnik:
  - NCAA Final Four (2012)
  - rozgrywek:
    - Elite 8 turnieju NCAA (2014)
    - Sweet 16 turnieju NCAA (2011, 2012)
    - II rundy turnieju NCAA (2011, 2012, 2014, 2015)
- Mistrz:
  - turnieju konferencji Atlantic 10 (A-10 – 2011)
  - sezonu regularnego konferencji Atlantic 10 (2011, 2012)
- Zaliczony do I składu:
  - I składu:
    - All-Atlantic 10 (2015)
    - turnieju:
      - Atlantic 10 (2015)
      - Puerto Rico Tip-Off Classic (2015)
- Lider konferencji A-10 w liczbie:
  - punktów (579 – 2015)
  - celnych rzutów wolnych (145 – 2015)

Indywidualne
- MVP kolejki ligi greckiej (8 - 2016/2017)